# Уравнение Лапласа
Уравнение Лапласа — дифференциальное уравнение в частных производных. В трёхмерном пространстве уравнение Лапласа записывается так:
{\displaystyle {\frac {\partial ^{2}u}{\partial x^{2}}}+{\frac {\partial ^{2}u}{\partial y^{2}}}+{\frac {\partial ^{2}u}{\partial z^{2}}}=0}
и является частным случаем уравнения Гельмгольца.
Уравнение рассматривают также в двумерном и одномерном пространстве. В двумерном пространстве уравнение Лапласа записывается:
{\displaystyle {\frac {\partial ^{2}u}{\partial x^{2}}}+{\frac {\partial ^{2}u}{\partial y^{2}}}=0}
Также и в n-мерном пространстве. В этом случае нулю приравнивается сумма n вторых производных.
С помощью дифференциального оператора
{\displaystyle \Delta ={\frac {\partial ^{2}}{\partial x^{2}}}+{\frac {\partial ^{2}}{\partial y^{2}}}+{\frac {\partial ^{2}}{\partial z^{2}}}+...}
— (оператора Лапласа) — это уравнение записывается (для любой размерности) одинаково как {\displaystyle \Delta u=0}. В этом случае размерность пространства указывается явно (или подразумевается).
Уравнение Лапласа относится к эллиптическому виду. Функции, являющиеся решениями уравнения Лапласа, называются гармоническими функциями. Неоднородное уравнение Лапласа называется уравнением Пуассона.
- Замечание: всё сказанное выше относится к декартовым координатам в плоском пространстве (какова бы ни была его размерность). При использовании других координат представление оператора Лапласа меняется, и, соответственно, меняется запись уравнения Лапласа (пример — см. ниже). Эти уравнения также называются уравнением Лапласа, однако для устранения неоднозначности терминологии при этом обычно явно добавляется указание системы координат (и, при желании полной ясности, размерности), например: "двумерное уравнение Лапласа в полярных координатах".

## Физический смысл уравнения Лапласа
{\displaystyle \Delta u=0} — это уравнение Лапласа, или уравнение непрерывности, выражающее, что идеальный флюид, в котором нет завихрений, не разрушим. Это уравнение математически кодирует прописную истину: если флюид не сжимаем, из сколь угодно малого объема в момент времени должно выйти столько же жидкости, сколько ее содержится в нем.

## Другие формы уравнения Лапласа
- В сферических координатах {\displaystyle \ (r,\theta ,\varphi )} уравнение имеет вид

{\displaystyle {1 \over r^{2}}{\partial  \over \partial r}\left(r^{2}{\partial f \over \partial r}\right)+{1 \over r^{2}\sin \theta }{\partial  \over \partial \theta }\left(\sin \theta {\partial f \over \partial \theta }\right)+{1 \over r^{2}\sin ^{2}\theta }{\partial ^{2}f \over \partial \varphi ^{2}}=0}
Особые точки {\displaystyle r=0,\theta =0,\theta =\pi }.
- В полярных координатах {\displaystyle (r,\varphi )} уравнение имеет вид

{\displaystyle {\frac {1}{r}}{\frac {\partial }{\partial r}}\left(r{\frac {\partial u}{\partial r}}\right)+{\frac {1}{r^{2}}}{\frac {\partial ^{2}u}{\partial \varphi ^{2}}}=0}
Особая точка {\displaystyle r=0}.
- В цилиндрических координатах {\displaystyle (r,\varphi ,z)} уравнение имеет вид

{\displaystyle {1 \over r}{\partial  \over \partial r}\left(r{\partial f \over \partial r}\right)+{\partial ^{2}f \over \partial z^{2}}+{1 \over r^{2}}{\partial ^{2}f \over \partial \varphi ^{2}}=0}
Особая точка {\displaystyle r=0}.
См. также оператор набла в различных системах координат.

## Применение уравнения Лапласа
Уравнение Лапласа возникает во многих физических задачах механики, теплопроводности, электростатики, гидравлики. Большое значение оператор Лапласа имеет в квантовой физике, в частности в уравнении Шрёдингера.

## Решения уравнения Лапласа
Несмотря на то, что уравнение Лапласа является одним из самых простых в математической физике, его решение сопряжено с трудностями. Особенно трудным бывает численное решение из-за нерегулярности функций и наличия особенностей.
Гильберт выполнил строгое решение этого уравнения в частных производных.

## Общее решение

### Одномерное пространство
В одномерном вещественном пространстве уравнение Лапласа, сводящееся к равенству нулю второй производной, имеет общим решением линейную функцию:
{\displaystyle f(x)=C_{1}x+C_{2}}
где {\displaystyle C_{1},C_{2}} — произвольные постоянные.

### Двумерное пространство
Уравнению Лапласа на двумерном пространстве удовлетворяют аналитические функции. Аналитические функции рассматриваются в теории функций комплексного переменного, и класс решений уравнения Лапласа можно свести к функции комплексного переменного.
Уравнение Лапласа для двух независимых переменных формулируется в следующем виде
{\displaystyle \varphi _{xx}+\varphi _{yy}=0.}

### Аналитические функции
Если z = x + iy, и
{\displaystyle f(z)=u(x,y)+iv(x,y),}
то условия Коши — Римана являются необходимыми и достаточными для того, чтобы функция f(z) была аналитической:
{\displaystyle {\frac {\partial u}{\partial x}}={\frac {\partial v}{\partial y}},~{\frac {\partial u}{\partial y}}=-{\frac {\partial v}{\partial x}}.}
И вещественная и мнимая части аналитических функций удовлетворяют уравнению Лапласа. Продифференцировав условия Коши — Римана, получаем
{\displaystyle u_{yy}=(-v_{x})_{y}=-(v_{y})_{x}=-(u_{x})_{x}.}
А это не что иное, как уравнение Лапласа для функции u. Точно также показывается, что функция v удовлетворяет уравнению Лапласа.

## Задача Дирихле
Задача Дирихле — краевые условия для уравнения Лапласа, когда искомая функция задана на ограниченной области и известны её значения на границе.

## Задача Неймана
Задача Неймана — в дифференциальных уравнениях краевая задача с заданными граничными условиями для производной по нормали искомой функции на границе области — так называемые граничные условия второго рода.